# Bromus bikfayensis
Bromus bikfayensis là một loài thực vật có hoa trong họ Hòa thảo. Loài này được A.Camus & Gomb. mô tả khoa học đầu tiên năm 1937.